# Amt Fallersleben

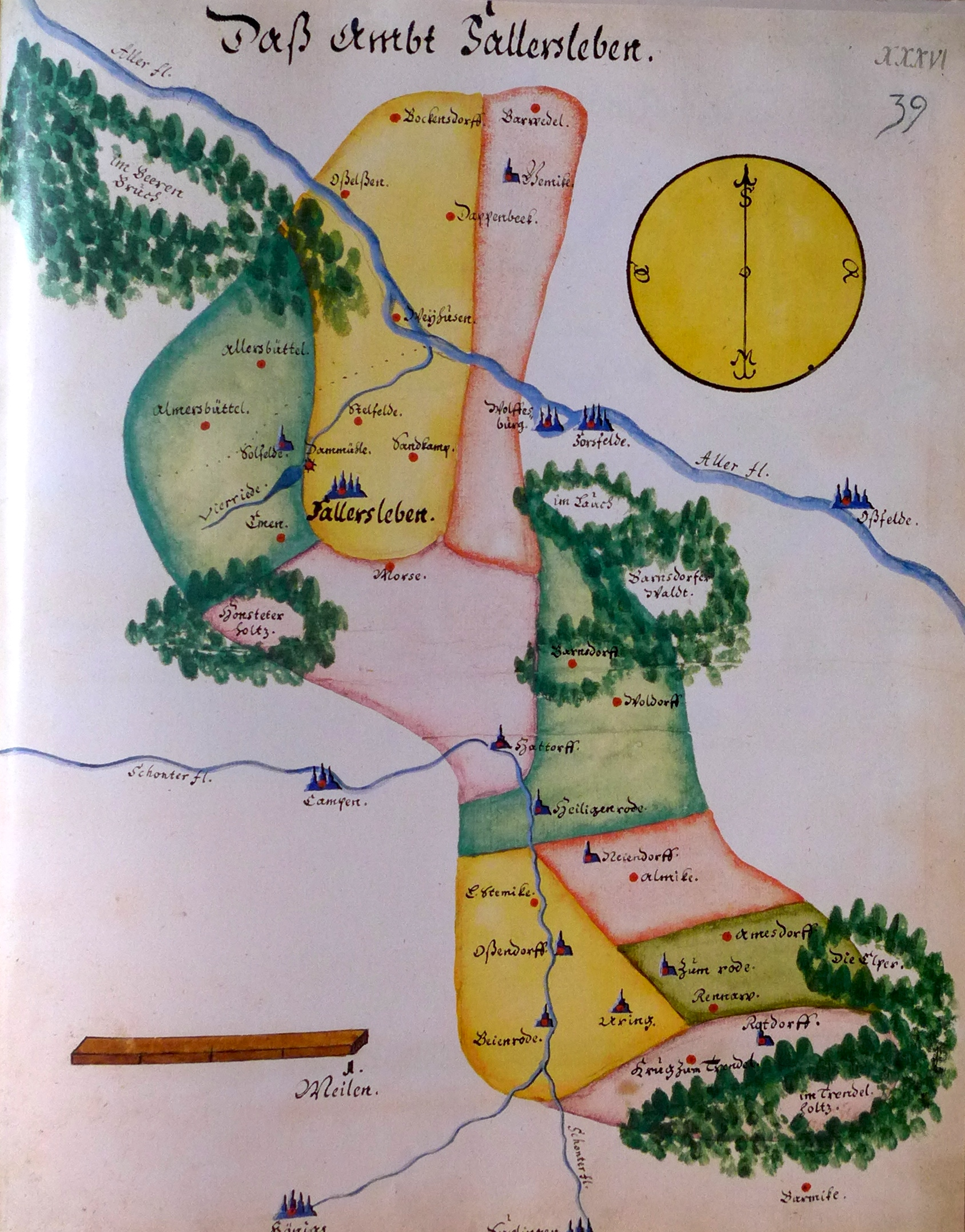
Amt Fallersleben, um 1600

Das Amt Fallersleben war ein historisches Verwaltungsgebiet im Fürstentum Lüneburg und im Königreich Hannover. Übergeordnete Verwaltungsebene war seit dem 19. Jahrhundert die Landdrostei Lüneburg.

## Geschichte
Das Amt als Verwaltungseinheit ging aus den Gografschaften Grevenlahe und Hasenwinkel hervor und kam im 14. Jahrhundert in den Besitz der Welfen. Amtssitz war die 1371 erstmals erwähnte Burg Fallersleben. Bis ins 17. Jahrhundert war das Amt häufig verpfändet. Nach der Franzosenzeit wurde es 1815 im alten Umfang wiederhergestellt und im Zuge der Aufhebung der Patrimonialgerichtsbarkeit 1848 um das Boldecker Land, bestehend aus dem Kirchspiel Jembke und einigen umliegenden Ortschaften, erweitert. 1885 ging das Amt im Landkreis Gifhorn auf.

## Gemeinden
Der Amtsbezirk umfasste 1852 folgende Gemeinden:
| - Ahmstorf - Almke - Barnstorf - Barwedel (seit 1848) - Beienrode - Bisdorf - Bokensdorf (seit 1848) - Ehmen - Fallersleben | - Grußendorf (seit 1848) - Hattorf - Heiligendorf - Jembke (seit 1848) - Mörse - Neindorf - Ochsendorf - Osloß (seit 1848) - Rennau | - Rhode - Rothenfelde (seit 1848) - Rottorf - Sandkamp - Klein Steimke - Sülfeld - Tappenbeck (seit 1848) - Uhry - Weyhausen (seit 1848) |

- Karte mit allen verlinkten Seiten:
- OSM |
- WikiMap

## Beamte
- 1556: Johann von Seggerde, Hauptmann[1]
- 1561–1593: Franz Schacke, Hauptmann[1]
- 1580–1588: Johann Schmedeken, Amtmann[1]
- 1603, 1604–1616 Jacob Schöneberg, Amtmann[1]
- um 1610, 1619–1641: Georg von der Wense, Amtshauptmann[1]
- 1611, 1612: Otto Grote, Hauptmann[1]
- 1612: Heinrich Prädel, Amtsschreiber[1]
- 1615: Ludolf von Eltzem, Hauptmann[1]
- 1615: Heinrich Freden, Amtsschreiber[1]
- 1658: Hartwig Hoyer, Amtmann[1]
- 1662–1667: Heinrich Heukenroth, Amtmann[1]
- 1670–1676: Johann Westphale, Amtmann[1]
- 1677–1703: Henning Daniel Ramberg, Amtmann[1]
- 1711–1754: Johann Daniel Ramberg, Amtmann[1]
- 1734: Johann Georg von Bülow, Drost[1]
- 1737–1772: Christian Friedrich von Belling, Drost[1]
- 1756–1774: Friedrich Anton Strube, Amtmann[1]
- 1773–1790: Friedrich Wilhelm von der Schulenburg, Oberhauptmann[1]
- 1774–1776: Johann Philipp Strube, Amtsschreiber[1]
- 1777–1798: Ernst August Niemeyer, Amtmann[1]
- 1792–1819: Ulrich von Veltheim, Drost[1]
- 1799–1832: Just Heinrich Frank, Amtmann[1]
- 1821–1831: Friedrich Victor von Sode, Amtsassessor[1]
- 1832–1852: Georg Stelling, Amts-Assessor[1]
- 1836–1852: Carl Ernst von Drechsel, Drost[1]
- 1853–1867: Albrecht Friedrich von Münchhausen, Drost, später Landschaftsrat[1]
- 1867: J. A. H. Stuckenschmidt, Amts-Assessor[1]
- 1818–1819: Friedrich Ulrich von Veltheim[1]
- 1820–1833: Justus Heinrich Franck[1]
- 1834–1835: unbesetzt
- 1867: Carl von Arnim (kommissarisch)
- 1868–1880: Johann Heinrich August Hermann Stuckenschmidt
- 1880–1884: Ernst Mejer